# Radio Sutch

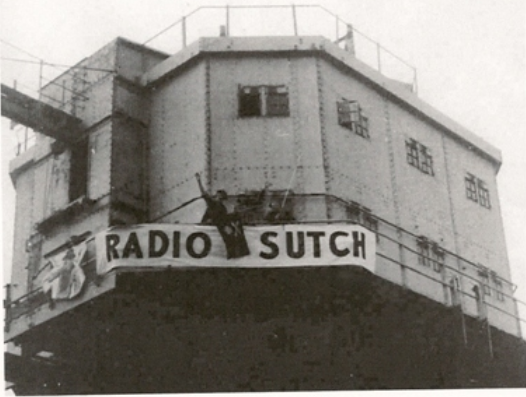
Radio Sutch, Shivering Sands

Radio Sutch was een Britse piratenzender die in 1964 enkele maanden uitzond vanaf het legerfort Shivering Sands in de monding van de rivier Theems.
Op 25 mei 1964 voer David Sutch, alias "Screaming Lord Sutch", samen met zijn popgroep The Savages naar het legerfort, waar op 27 mei 1964 Radio Sutch op 194 meter radio-uitzendingen startte. De eerste plaat die gedraaid werd, was Jack the Ripper van Screaming Lord Sutch.
Bij de invasie op het fort waren ze gekleed zoals in het stenen tijdperk met dierenvellen. Alles was opgezet om de groep in de publiciteit te brengen. Uitzendingen hadden een zwak signaal en de zender was vaak uit de lucht door technische problemen.
In september nam Reg Calvert, manager van Screaming Lord Sutch and the Savages, de controle van het station over en veranderde de naam in Radio City. Dit station begon op 30 september 1964 met uitzenden.